# Polígono de Aguas Vivas
El polígono de Aguas Vivas es un barrio de Guadalajara (España) situado al norte de la ciudad. La primera fase fue construida a finales de los años 1990 como una nueva fase de ampliación de la ciudad saltando el barranco del Alamín, hasta entonces límite natural de la ciudad por el norte. En 2007 se comenzó a construir una segunda fase de ampliación del polígono hacia el noroeste.
Está diseñado en cuadrícula, con cuatro avenidas y bulevares que lo rodean y otras tres que lo cruzan, dos de sureste a noreste y una de noroeste a este. Está compuesto por viviendas unifamiliares y bloques de pisos de cuatro alturas.
El barrio de Aguas Vivas se ha convertido también en sede de algunos de los servicios públicos de la ciudad, como la comisaría de la policía local y de Protección Civil, el polideportivo más grande de la ciudad y un centro de nuevas tecnologías. Además se encuentra rodeado por tres grandes nuevos parques, el de Viña Plana al norte y los de Aguas Vivas y del Barranco del Alamín al sur, además de otros parques menores en su interior.
Está comunicado con el centro de la ciudad a través de un túnel, que lo une con el palacio del Infantado, una amplia avenida con un puente que lo une con el puente Árabe, y la avenida de El Atance, que lo une con los barrios de las Lomas y del Alamín.
- Datos: Q6082193